# Old Ursuline Convent

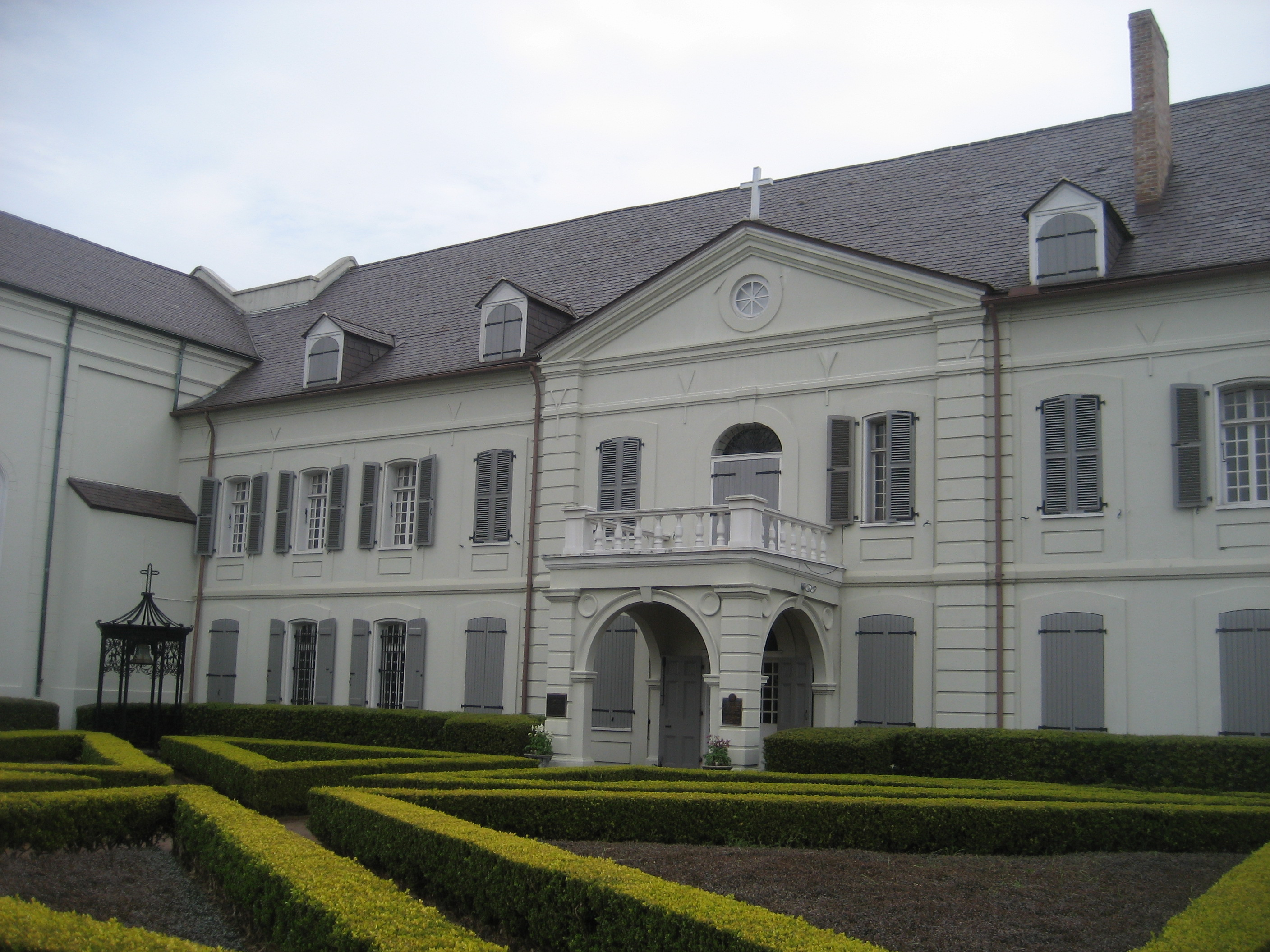
Old Ursuline Convent

Ursuline Convent (Franska: Couvent des Ursulines) är en klosterbyggnad i New Orleans, Louisiana i USA. Klostret grundades av nunnor tillhöriga ursulinerorden från Rouen för att driva skol- och sjukhusverksamhet i den då nybildade franska kolonin. 
Klostret grundade bland annat flickskolan Ursuline Academy. Old Ursuline Convent uppfördes först 1727–1734, och den nuvarande byggnaden uppfördes 1748–1752. Nunnorna flyttade till en ny byggnad 1823, och den gamla klosterbyggnaden förklarades som ett minnesmärke 1960. Det omtalas som den äldsta byggnaden i New Orleans. 